# Mniejszość
Mniejszość to grupa ludności danego państwa różniąca się od większości jego obywateli przynależnością narodową, rasową, wyznaniową, mówiąca innym językiem, różniąca się tradycją, obyczajem lub poglądami na pewne sprawy itp.
- mniejszość etniczna
- mniejszość narodowa
- mniejszości narodowe i etniczne w Polsce
- mniejszość wyznaniowa
- mniejszość parlamentarna
- mniejszość seksualna

Mniejszość może oznaczać także relację matematyczną, por. równość (matematyka).